# 长陵镇
长陵镇是中华人民共和国北京市昌平区已经被撤销的一个镇，位于区域北部。镇名来源于明十三陵中的首陵——明长陵，有12个明朝皇陵位于镇域内。2011年9月撤销该镇，辖村被划入十三陵镇和同时成立的延寿镇。

## 历史
1956年昌平第一次撤县设区后，于8月在全区实行乡镇合并，成立黑山寨乡、长陵乡。
1958年，昌平区开始进行人民公社化运动。9月6日，成立包括两乡域的十三陵人民公社。
1961年5月，昌平县调整人民公社区划，从十三陵人民公社中分出长陵人民公社和黑山寨人民公社。
1981年4月10日，北京市政府决定在十三陵、长陵两个人民公社域内设立十三陵特区，特区设办事处，为昌平县人民政府的派出机构。6月1日，撤销作为市派出机构的十三陵管理处，成立昌平县十三陵特区办事处。
1982年，昌平县撤销人民公社并恢复乡镇区划，恢复黑山寨乡和长陵乡。
1997年12月17日，昌平县撤销黑山寨乡、长陵乡，两乡合并设立新的昌平县长陵镇。
2008年2月19日，北京市政府同意昌平区撤销长陵镇，所属行政村并入十三陵镇和新成立的延寿镇。2011年9月，长陵镇党政机关正式摘牌。

## 行政区划
至2011年，长陵镇下辖30个行政村：景陵村、德陵村、永陵村、昭陵村、献陵村、长陵村、东水峪村、庆陵村、裕陵村、老君堂村、黄泉寺村、茂陵村、燕子口村、康陵村、泰陵村、石头园村、锥石口村、麻峪房村、下口村、上口村、碓臼峪村、大岭沟村、黑山寨村、沙岭村、望宝川村、慈悲峪村、南庄村、分水岭村、辛庄村、北庄村。

## 其它
1. 长陵镇撤销后，位于长陵村、景陵村的原长陵镇党政机关、事业单位和昌平区政府各派出长陵镇机构办公用房均被新成立的延寿镇接收，作为新的镇中心区建成前的镇党政机关、事业单位和昌平区政府各派出镇机构临时驻地。
2. 原北京十三陵特区办事处位于原镇域内明十三陵定陵景区广场东侧院；北京市公安局昌平分局设定陵派出所专门管理特区范围内的旅游治安，派出所位于原镇域内明十三陵长陵景区广场西侧。
3. 明十三陵景区四个正式开放景点中有三个（明长陵、明定陵、明昭陵）位于原长陵镇域内。
4. 北京动物园十三陵繁育基地位于原镇域内长陵村北部，不对外开放。[9]
5. 环境保护部（今生态环境部）北京定陵环境空气质量监测站位于原镇域内明十三陵定陵景区广场南侧大院内，为“城市清洁对照点”。[10]